# União das Freguesias de São Mamede de Infesta e Senhora da Hora
União das Freguesias de São Mamede de Infesta e Senhora da Hora, kürzer São Mamede de Infesta e Senhora da Hora, ist eine Gemeinde (Freguesia) im Kreis (Concelho) von Matosinhos im Norden Portugals.
In der Gemeinde leben 50.869 Einwohner auf einer Fläche von 9,01 km² (Stand nach Zahlen von 2011).
Die Gemeinde entstand im Zuge der Gebietsreform in Portugal am 29. September 2013 durch Zusammenlegung der Gemeinden São Mamede de Infesta und Senhora da Hora. São Mamede de Infesta wurde Sitz der Gemeinde, die ehemaligen Gemeindeverwaltung in Senhora da Hora blieb als Bürgerbüro weiter bestehen.